# 50 volte il primo bacio
(Lucy al fidanzato Henry)
50 volte il primo bacio (50 First Dates) è un film del 2004 diretto da Peter Segal, con Adam Sandler e Drew Barrymore.

## Trama
La vita da dongiovanni di Henry Roth (Adam Sandler), veterinario delle Hawaii, viene sconvolta dall'incontro con Lucy Whitmore (Drew Barrymore), giovane insegnante d'arte. Il protagonista s'innamora all'istante di lei durante il primo incontro a una tavola calda. Il giorno dopo Henry la rincontra ma la ragazza non si ricorda affatto di lui. Questo è dato dal fatto che, a seguito di un incidente, da circa un anno Lucy soffre di una grave forma di malattia cerebrale: ogni notte, mentre dorme, dimentica tutto ciò che è avvenuto il giorno stesso (sindrome amnesica anterograda). Il padre Marvin, con il supporto del figlio Doug e di tutti gli amici, per evitarle lo choc di trovarsi in una condizione ignota, ogni mattina fa rivivere alla figlia l'ultimo giorno prima dell'incidente, ossia il suo compleanno. Venutone a conoscenza, Henry cerca di conquistarla ogni giorno in modo diverso. La cosa, inizialmente, fa infuriare Marvin e Doug, pensando che Henry si stia approfittando della giovane, ma poi, quando si accorgono che Lucy, pur non ricordandosi di lui, è molto più felice nei giorni nei quali lo incontra, accettano la sua proposta: da quel momento, una videocassetta aiuterà la ragazza a capire dove si trova e perché (spiegando cosa le è successo in passato). Henry crede che potrà vivere una vita intera insieme a Lucy, ma lei nel frattempo scrive un suo diario per ricordare meglio, fino al giorno in cui deciderà di lasciare Henry per permettergli di realizzare i suoi progetti di vita.
Qualche tempo dopo, Henry, che non ha mai smesso di pensare a Lucy, tornerà a trovarla presso l'istituto per la ricerca delle malattie mentali (dove Lucy si è poi trasferita), scoprendo che nonostante ella si sia nuovamente dimenticata di lui, abbia continuato a dipingere ritratti che lo raffigurano, senza mai sapere perché il suo volto continuasse ad apparirvi. I due tornano quindi insieme e, dopo qualche anno, sono sposati, genitori di una bambina e trasferitisi in Alaska insieme al padre di lei: ogni mattina, appena sveglia, Lucy guarda il video, per poi stupirsi della vita meravigliosa che, nonostante tutto, è riuscita a costruire.

## Produzione

### Location
La maggior parte del film è stata girata a Kaneohe, Kaaawa, Wahiawa, Kualoa, Makapu'u, Waimanalo, O'ahu, e nella Kaneohe Bay. La vasca del tricheco si trova al Six Flags Marine World di Vallejo (California) mentre il campo da golf è a Los Angeles.

## Colonna sonora
La colonna sonora include le cover di canzoni originali degli anni ottanta. Fra queste molte di genere reggae o ska, così da enfatizzare l'ambientazione hawaiana.
La colonna sonora è collegata al precedente film di Adam Sandler e Drew Barrymore The Wedding Singer, che ha luogo negli anni ottanta e la cui colonna sonora è piena di canzoni originali anni ottanta.

### Tracce
1. Wayne Wonder — Hold Me Now (canzone originale di Thompson Twins)
2. 311 — Love Song (canzone originale dei The Cure)
3. Seal featuring Mikey Dread — Lips Like Sugar (canzone originale degli Echo & the Bunnymen)
4. Wyclef Jean featuring Eve — Your Love (L.O.V.E. Reggae Mix) (canzone originale dei The Outfield)
5. Ziggy Marley — Drive (canzone originale dei The Cars)
6. will.i.am & Fergie — True (canzone originale degli Spandau Ballet)
7. Elan Atias (backing vocals by Gwen Stefani) — Slave to Love (canzone originale di Bryan Ferry e dei Roxy Music)
8. UB40 — Every Breath You Take (canzone originale di Sting e dei Police)
9. Mark McGrath di Sugar Ray — Ghost in You (canzone originale degli Psychedelic Furs)
10. Dryden Mitchell — Friday, I'm in Love (canzone originale dei The Cure)
11. Nicole Kea — Breakfast in Bed (canzone originale degli UB40 con Chrissie Hynde e dei The Pretenders)
12. Jason Mraz — I Melt With You (canzone originale della band Modern English)
13. Adam Sandler — Forgetful Lucy

Canzoni presenti all'interno del film:
1. The Maile Serenaders — My Sweet Sweet
2. Nicole Kea — Breakfast in Bed (canzone originale degli UB40)
3. The Ventures — Hawaii Five-O
4. Harve Presnell — They Call the Wind Mariah
5. Bob Marley & The Wailers — Could You Be Loved
6. Manfred Mann — Blinded By The Light
7. Toots & the Maytals — Pressure Drop
8. Wayne Wonder — Hold Me Now (canzone originale dei the Thompson Twins)
9. 311 — Rub A Dub
10. O-Shen — Throw Away The Gun
11. Elan Atias (backing vocals by Gwen Stefani) — Slave To Love (canzone originale dei Roxy Music)
12. Leon Redbone & Ringo Starr — My Little Grass Shack (In Kealakekua Hawaii)
13. The Flaming Lips — Do You Realize
14. Paul McCartney — Another Day
15. 311 — Amber
16. No Doubt — Underneath It All
17. Jason Mraz — I Melt With You (canzone originale dei Modern English)
18. The English Beat — Hands Off She's Mine
19. Seal (featuring Mikey Dread) — Lips Like Sugar (canzone originale degli Echo & the Bunnymen)
20. Dryden Mitchell — Friday, I'm In Love (canzone originale dei The Cure)
21. The Beach Boys — Wouldn't It Be Nice
22. Adam Sandler e Rob Schneider — Ula's Luau Song
23. Wyclef Jean (featuring Eve) — Your Love (L.O.V.E. Reggae Mix) (canzone originale degli The Outfield)
24. Wyclef Jean — Baby
25. Adam Sandler — Forgetful Lucy
26. Ziggy Marley — Drive (canzone originale dei The Cars)
27. Israel Kamakawiwo'ole — Somewhere Over the Rainbow
28. UB40 — Every Breath You Take (canzone originale di Sting e dei Police)
29. 311 — Love Song (canzone originale dei The Cure)
30. Mark McGrath (of Sugar Ray) — Ghost In You (canzone originale degli Psychedelic Furs)
31. Bob Marley & The Wailers — Is This Love
32. will.i.am & Fergie — True (canzone originale degli Spandau Ballet)
33. The Makaha Sons Of Ni'Ihau — Aloha Ka Manini
34. Snoop Dogg — From Tha Chuuuch To Da Palace

## Riconoscimenti
- 2004 - MTV Movie Awards
  - Miglior performance di gruppo (Adam Sandler e Drew Barrymore)

## Lo scherzo sulla vittoria dei Red Sox
Nel primo video realizzato da Henry per Lucy appare la scritta "I Red Sox vincono la serie mondiale" seguito da un "stavamo scherzando". Questo potrebbe essere un riferimento al campionato della Major League del 2003, poiché il film uscì nelle sale americane nel febbraio 2004 e nella finzione del film Lucy soffre di amnesia da circa un anno. Ma poco più tardi, proprio nello stesso anno di uscita del film, per una notevole coincidenza i Red Sox di Boston vinsero effettivamente le World Series 2004, rompendo dopo ben 86 anni la "maledizione di Babe Ruth", la cosiddetta maledizione del Bambino.